# Mfaranyaki
Mfaranyaki ist ein Verwaltungsbezirk (Ward) des Distrikts Songea (MC) in der tansanischen Region Ruvuma.

## Geografie
Mfaranyaki liegt im Südwesten von Tansania. Der Bezirk umfasst das westliche Stadtzentrum der Regionshauptstadt Songea. Er grenzt im Norden an Matarawe und Misufini, im Osten an Mjini, im Süden an Majengo und Ruvuma, im Westen an Lizaboni und im Nordwesten an Mjimwema. Bei der Volkszählung 2022 lebten 8114 Menschen in 2649 Haushalten auf einer Fläche von einem Quadratkilometer.

## Gliederung
Der Bezirk besteht aus vier Stadtteilen (Mtaa):
- Mbalika
- Bilauri
- Mfaranyaki
- Matomondo

## Infrastruktur
- Bildung: Die Mfaranyaki Secondary School ist eine staatliche weiterführende Schule mit einer Ausbildung bis zur 4. Stufe.[8]
- Gesundheit: In Mfaranyaki gibt es eine private medizinische Klinik,[9] im Stadtteil Mbalika liegt eine private Apotheke.[10]
- Verkehr: Durch den Bezirk verläuft die Straße vom Stadtzentrum von Songea nach Westen zum Malawisee.[11]